# Église malabare indépendante
 (décembre 2024).
L'Église malabare indépendante est une Église des trois conciles indépendante de tradition syriaque ou syrienne du Kerala en Inde. Le chef de l'Église porte le titre de Métropolite, avec résidence à Thozhiyur dans le district de Thrissur au Kerala. Le titulaire actuel est Ramban Cyril Mar Baselios I depuis 2001. Elle fait partie des chrétiens dits « de Saint Thomas ».

## Nom
L'Église malabare indépendante est également connue sous d'autres noms :
- Église syrienne malabare indépendante
- Église syrienne indépendante de Thozhiyur
- Église syrienne de Thozhiyur
- Église de Thozhiyur
- Église d'Anjur-Thozhiyur
- Église indépendante d'Anjur
- Thozhiyur Sabha

## Histoire
- 1751, à la suite d'une solution de continuité dans la succession épiscopale et sur la demande de L'Église Syrienne du Malankar, trois évêques furent envoyés par le Patriarcat Syro-Orthodoxe d'Antioche. Il s'agissait de Mar Basselios Sakralla, Mar Gregorios de Jérusalem et Mar Ivanios. Bien que ces trois évêques vinssent avec le consentement de Mar Thomas V (évêque autoproclamé sans Service d'Ordination à la suite du décès de son prédécesseur Mar Thomas,métropolite défunt de l'Église Syrienne du Malankar), celui-ci refusa de coopérer avec la délégation patriarcale et prétendit, en 1761 "consacrer" son propre neveu pour lui succéder sous le nom de "Mar Thomas VI", bravant la présence de la délégation patriarcale venue précisément au Kerala pour y rétablir une hiérarchie épiscopale valide et canonique. Ceci suscita une révolte chez les prêtres et fidèles de l'Église du Malankar. En 1765 "Mar Thomas V" décède laissant son neveu pour lui succéder quoique n'étant pas véritablement évêque !

De tels faits obligèrent les Métropolites de la délégation Patriarcale unis à la majeure partie du clergé et du peuple de l'Église Syrienne Malankare à trouver un chef spirituel stable qui puisse être véritablement Métropolite de cette Église locale Syrienne du Malankare. Leur choix se porta sur le Ramban Kattamangattu Abraham qui, après sa consécration prit le nom de Mar Koorilose.
- 1766, Mar Gregorios de Jérusalem consacre le Ramban Kattumangattu Abraham comme Métropolite de l'Église Syrienne du Malankar avec le titre de Mar Koorilose.

Cependant "Mar Thomas VI ne l'entendit pas ainsi et conduisit une véritable guerre contre le nouveau Métropolite qui, de persécutions en persécutions dut fuir, autant pour sauver sa vie que par esprit pacifique vers les forêts de Thevanal (où il fonda, avec son frère, un petit monastère en l'honneur de st Bahanan. Il y vécurent de 1767 à 1771), mais le temps passait et le vieux Métropolite Mar Gregorios vieillissait et se fatiguait, il n'avait certes pas consacré un Métropolite pour qu'il vécut en reclus dans la prière et la pénitence, se contentant de traduire des textes patristiques et liturgiques du Syriaque originel à la langue du peuple! "Mar Thomas VI" saisissant l'opportunité de cette situation qu'il avait lui-même créée s'agenouilla aux pieds du vieux Métropolite et, simulant le repentir pour ses désobéissances passées, en obtint l'absolution ainsi que, par une nouvelle "imposition des mains", la reconsécration épiscopale.
- 1770, Mar Gregorios de Jérusalem re-consacre donc Mar Thomas VI sous le nom de Mar Dionysius.

Nous étions donc, dès lors, en présence de deux Métropolites pour le seul Siège d'une même Église Syrienne du Malankare.
C'est alors que, après bien des tribulations, par esprit pacifique, Mar Koorilose quitta la Juridiction territoriale du Rajah de Cochin pour rejoindre celle, à Anjor- Thozhiyoor, d'un minuscule Royaume placé sous la suzeraineté britannique. Il était désormais à l'abri des intrigues de son adversaire.
- 1771 vit donc l'origine du développement, en parallèle à celui de l'Église malankare orthodoxe, de l'Église Syrienne du Malabar (à laquelle le qualificatif "d'Indépendante" ne sera adjoint qu'en 1863 par un jugement Civil rendu par la Haute Cour qui tranchait à propos d'un différend opposant les deux Églises Syriaque Patriarcale dite "jacobite" et Syrienne du Malankare dans leurs prétentions à se disputer la consécration du Métropolite de Thozhiyoor).

En raison de son isolement la Cathédrale Saint Georges de Thozhiur constituera le "quartier général" d'une nouvelle juridiction parmi les Églises de la famille Syro-Orthodoxe aux Indes du Sud (Kerala).
Ni le métropolite Koorilose, ni ses successeurs n'entretinrent jamais la moindre antipathie envers l'Église-Mère du Malankar, d'ailleurs en 1815 et 1817 les évêques de Thozhiyur durent consacrer trois évêques pour le service de l'Église -mère du Malankar: Pulikkottil Mar Dionysios II, Punnathra Mar Dionysios III, Cheppat Mar Dionysios IV.
De plus, bien que les circonstances firent que Mar Koorilose fut détrôné de la Métropolie de l'Église Malankar, son quatrième successeur Geervarghese Mar Philoxenos II fut, à deux reprises lors d'une période de crise de l'Église du Malankar, proclamé Métropolite Malankar; et quand en 1829 une crise similaire surgit en l'Église Syrienne du Malabar (du Trône de Thozhiyoor), Cheppat Mar Dionysios IV s'en vint à Thoziyoor pour y consacrer Kootjoor Geevarghese Mar Koorilose III.
De même il arriva(jusqu'en 1856) que des prêtres de l'Église d'Arthat aient été élus pour être consacrés évêques pour le service du Siège de Thozhioor. Cette fraternité ecclésiale dura jusqu'en 1856 alors qu'Alathur Panakkal Joseph Mar Koorilose élu pour être consacré Métropolite de Thozhiyoor suscita une discorde : à cette époque en effet, Youakim Mar Coorilose, un délégué du Patriarche d'Antioche présent au Kerala exigea de consacrer le Métropolite d'Anjor- Thozhiyoor en même temps que le souhaitait également Mar Athanasius, Métropolite responsable de l'Église Malankar. Les fidèles de l'Église Syrienne, avec le soutien du pouvoir administratif civil et légal, optèrent pour que le consécrateur fut le Métropolite Malankar: Mathews Mar Athanasius.
À la suite d'un long procès civil entre le délégué Patriarcal et Mar Koorilose IV, en 1863 la Haute Cour décréta en faveur de ce dernier qualifiant "d'Indépendante" l'Église Syrienne du Malabar(M.I.S.C: Malabar.Independent.Syrian.Church).
- 1977 Ralliement du métropolite Poulose Mar Philexinos III à l’Église catholique syro-malankare, il est inhumé avec les autres Métropolites en la crypte située à l'arrière de la Cathédrale Syro-Catholique-Malankare de Kotayam.

## Organisation
L'Église malabare indépendante compte environ 10 000 fidèles présents surtout dans le district de Thrissur. De petites communautés existent également à Chennai, Coimbatore et Kochi.

## Relations avec les autres Églises

### Relations avec les autres Églises orientales de d'Inde
L'Église entretient des relations très étroites avec l'Église malankare Mar Thoma.
L'actuel Métropolite de l'Eglise Syrienne indépendante du Malabar: Joseph Mar Koorilose, rencontrait à Damas Ignace Zakka 1er IWWAS, Patriarche Syro-Orthodoxe d'Antioche et de Tout l'Orient.
Celui-ci lui donna l'hospitalité et surtout mit à sa disposition une "Tabletta" (cette sorte de petite Table d'Autel prévue dans le rite Syrien et consacrée pour la célébration des Messes, mais qui correspond aussi au celebret -autorisation de célébrer- en usage dans l'Église latine) pour qu'il soit autorisé à célébrer le "St Qurbana" (la Messe) dans toutes les Églises Syriennes Orthodoxes des Émirats Unis Arabes ainsi qu'à Bahreïn. Une telle remise d'une "tabletta" et cette autorisation confirme la canonicité, aux yeux du Patriarche, des Métropolites de la M.I.S.C. Depuis, lorsqu'il visite les pays du Golfe, il participe aux célébrations eucharistique (Holy Qurbana)dans les Églises Syro-Orthodoxes de ces régions.
En 1991, Son Em Joseph Mar Koorilose participait à la consécration de l'évêque Syro-Orthodoxe (de l'Église Patriarcale):Son Exc Thomas Mar Themotheos au Séminaire Udayagiri près de Mulamthurithy.

### Relations avec l'Église anglicane
En 1989, rencontre du Métropolite avec le Très Rd Arch Dr Robert Runcie, signature d'une déclaration doctrinale « christologique ». En 1991, le Métropolite de la M.I.S.C est invité et assiste à l'intronisation du nouvel Archevêque de la Communion Anglicane: le Très Rd George Carey. En 1995, avec l'accord du « Conseil de l'Eglise » un Chanoine Anglican: le Rd Peter Harwkins est ordonné Chorévêque en la Cathédrale St Georges de Thozhiur. En 1998, nous voyons Son Em Joseph Mar Koorilose participer comme « Ecumenical partner » (partenaire œcuménique) et représentant de l'Église Syrienne du Malabar à la « Lambeth Conference ».

## Église syro-orthodoxe francophone
L'Église syro-orthodoxe francophone, petite juridiction implantée en France et au Cameroun, après avoir été liée au « Valiya metropolitan » de l'Église malabare indépendante, a perdu son statut d'autonomie par son intégration, le 25 septembre 2011, à l'Église syriaque orthodoxe antiochienne.